# Ventall de soca
Els ventalls de soca són bolets anuals, coriacis i sempre amb esponja al revers, ja sigui amb porus, porus allargats o lamel·lats; barrets en forma de ventall i sèssils (sese cama); solitaris o agrupats en grans colònies, però mai naixent d’una base comuna. La carn o context pot ser de tons clars o bé fosca. Creixen sobre fusta o arrels enterrades, sovint de planifolis.

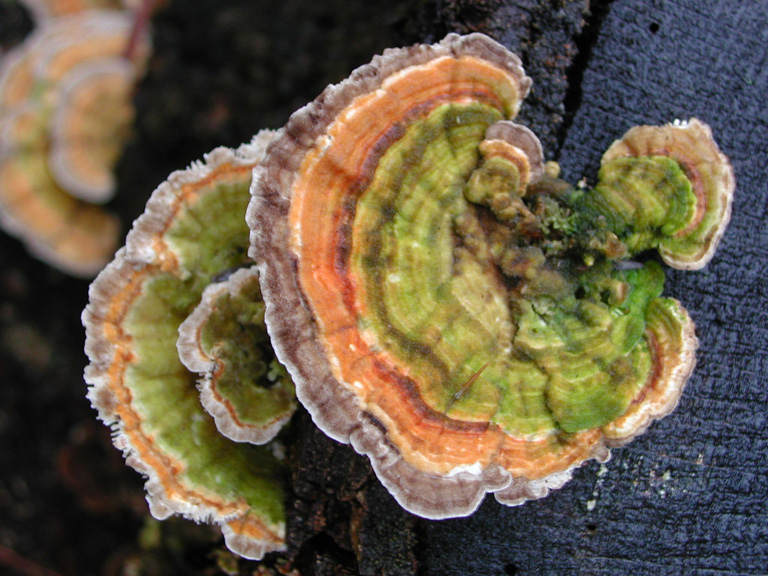
Ventall de soca de colors (Trametes versicolor)

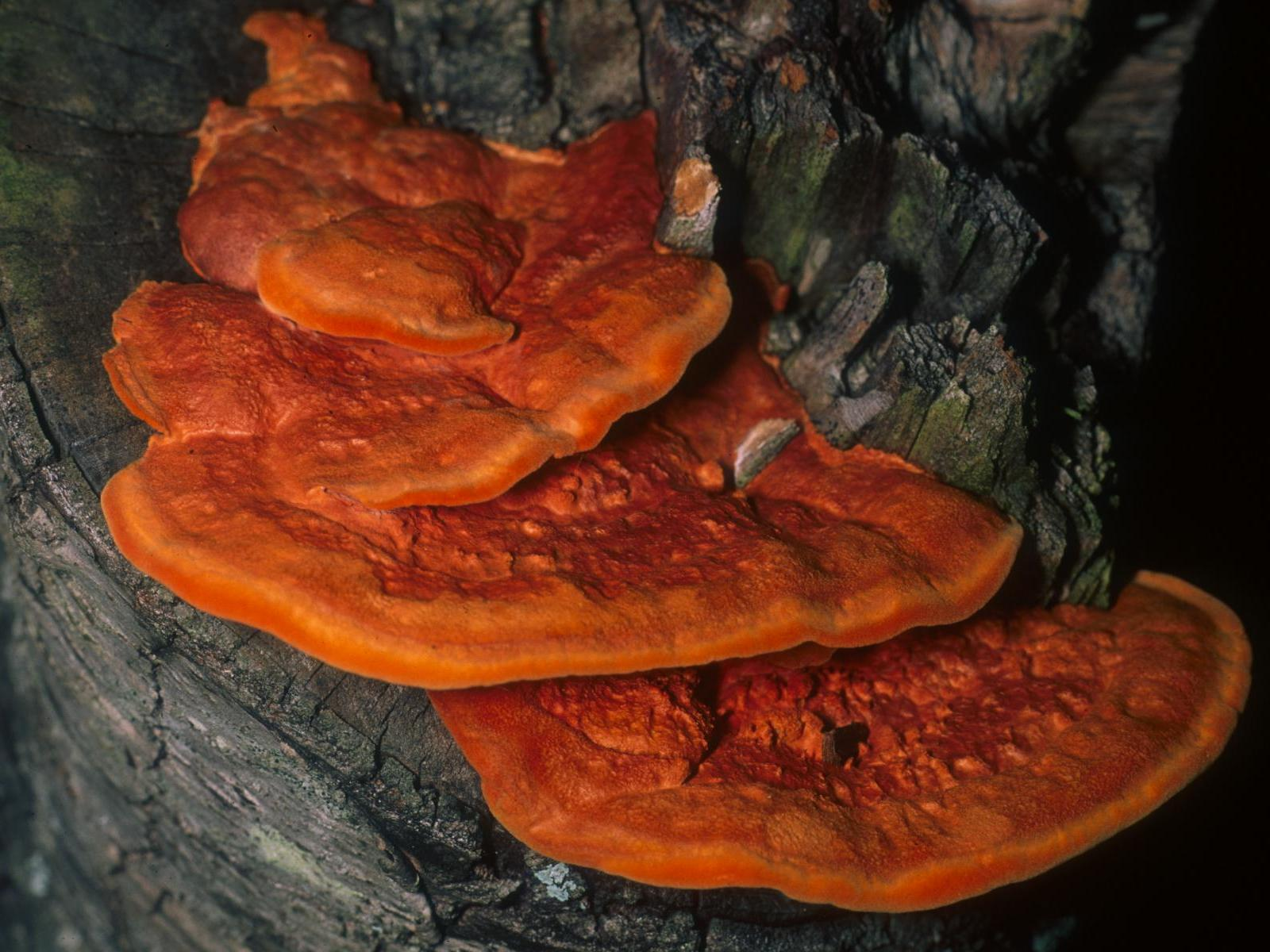
Ventall de soca vermell (Pycnoporus cinnabarinus)

## Espècies de ventalls de soca
Les espècies més corrents de ventalls de soca són:

### Ventalls de soca de carn clara
- Amaropostia stiptica, ventall de soca amarg
- Daedaleopsis confragosa, ventall de soca aspre
- Tyromyces lacteus, ventall de soca blanc
- Cyanosporus caesius, ventall de soca blau
- Daedaleopsis nitida, ventall de soca brescat
- Bjerkandera adusta, ventall de soca cremat
- Trametes betulina, ventall de soca de bedoll
- Trametes versicolor, ventall de soca de colors
- Trametes suaveolens, ventall de soca fragant
- Trametes gibbosa, ventall de soca geperut
- Trametes hirsuta, ventall de soca hirsut
- Trametes ochracea, ventall de soca ocraci
- Trametes pubescens, ventall de soca vellutat
- Cerrena unicolor, ventall de soca grisenc
- Ganoderma resinaceum, ventall de soca lacat
- Trichaptum abietinum, ventall de soca lila d’avet
- Trichaptum fuscoviolaceum, ventall de soca lila de pi
- Trichaptum biforme, ventall de soca lila de surera
- Leptoporus mollis, ventall de soca tou
- Daedaleopsis tricolor, ventall de soca tricolor

### Ventalls de soca de carn fosca
- Hapalopilus rutilans, ventall de soca rutilant
- Pycnoporellus fulgens, ventall de soca taronja
- Pycnoporus cinnabarinus, ventall de soca vermell